# Baia de Fier
Baia de Fier is een Roemeense gemeente in het district Gorj.
Baia de Fier telt 4337 inwoners.